# Hassan Abdallah
Hassan Abdallah Hassan (ur. 6 lipca 1996 w Ziwani) – kenijski piłkarz grający na pozycji prawego pomocnika. Jest wychowankiem klubu Bandari FC.

## Kariera klubowa
Swoją karierę piłkarską Abdallah rozpoczął w klubie Bandari FC. W sezonie 2016 zadebiutował w jego barwach w pierwszej lidze kenijskiej. W sezonach 2018 i 2018/2019 wywalczył z nim dwa wicemistrzostwa Kenii.

## Kariera reprezentacyjna
W reprezentacji Kenii Abdallah zadebiutował 11 września 2018 w wygranym 1:0 towarzyskim meczu z Malawi, rozegranym w Kasarani.